# لماذا ننام
لماذا ننام: العلم الجديد للنوم والأحلام هو كتاب علمي شهير حول النوم من تأليف عالم الأعصاب والباحث حول النوم، ماثيو ووكر، أستاذ علم الأعصاب وعلم النفس ومدير مركز علوم النوم البشري بجامعة كاليفورنيا في بيركلي.
أمضى ماثيو أربع سنوات في تأليف الكتاب، الذي أصبح من أكثر الكتب مبيعًا على مستوى العالم.حيث أكد أن الحرمان من النوم مرتبط بالعديد من الأمراض القاتلة، بما في ذلك الخرف. أ
وذكر ووكر أنه تحفز لكتابة الكتاب بعد لقاء مع امرأة ألقت نظرة خاطفة على عمله المتعلق بالنوم وفوائده على الصحة، حيث قالت المرأة: "عندما تكتب هذا للعموم، فإني أريد قراءته ". استغرق الكتاب من ووكر أربع سنوات ونصف تقريبًا لكتابته. علما أن الباحث قضى وفريقه ما يقرب من 20 عامًا في دراسة القدرة على تجديد الشباب من خلال النوم. سمح أسلوب ووكر، الذي استخدم فيه "الاستعارات والتشبيهات بفعالية" ، بشرح الأفكار المتعلقة بالنوم بشكل يجعل القراءة ممتعة

## محتوى الكتاب
الكتاب مكتوب من وجهة نظر علم الأعصاب وهو مكرس بشكل أساسي لمناقشة تأثير النوم على وظائف الدماغ البشري. الكتاب مقسم إلى أربعة أجزاء ، يركز كل قسم على كيفية عمل النوم وفوائده وسبب حدوث الأحلام وقضايا النوم المحيطة بالمجتمع.
مجال الكتاب واسع. ويغطي موضوعات كثيرة مثلا: كرونوبيولوجيا، والأحلام، تأثير قلة النوم ، وصولاً إلى اقتراح حلول للتعامل مع مثل هذه المشاكل على المستوى المجتمعي. يتم شرح كل قسم بوضوح ودعمه بالأدلة ، سواء كانت بيانات تجريبية أو بيانات وبائية، دون أن يصبح أكثر تعمقًا بالنسبة لغير المتخصصين أو سطحيًا جدًا بالنسبة لعالم وظائف الأعضاء. على الرغم من النبرة السهلة للكتابة ، فإن هذا الكتاب دقيق علميا. الكتاب مكتوب بطريقة لا تحتاج للقراءة بالتسلسل. ويناقش ووكر التأثير الواسع لفقدان النوم، حيث يكون الهدف من هذا الكتاب هو أن يحرص القراء على تحقيق ثماني ساعات من النوم لأنهم تعلموا من خلال قراءة الكتاب أن فقدان النوم له ارتباط كبير بالصحة، مثل الحماية من مرض الزهايمر والسكتة القلبية أو السكتة الدماغية.

## انتقادات
أثار الكتاب جدلا بخصوص كمية النوم التي نحتاجها. فقد اختلف معه الباحث في مجال النوم ، جيم هورن، الذي اعتبر بأن مذة النوم المطلوبة ليست بالضرورة ثماني ساعات على الأقل. كما كتب بيل جيتس أنه لا يتفق مع ادعاء ووكر بأن النوم ومرض الزهايمر لهما علاقة قوية ببعضهما البعض . أعربت آنو فالتونين عن قلقها بشأن التكهنات التي يقدمها الكتاب عند اتخاذ موقف علم الأعصاب حول الأفكار الرئيسية حول كيفية عمل النوم والأحلام. كما شعر بعض النقاد أن طريقة ووكر في الكتابة جعلت الكتاب يشبه بقصة الرعب. فقد شعرت روزا بريد أن بعض الأفكار التي طرحها ووكر ليست حيادية وفيها حماسة زائدة، مشيرة إلى اقتراح ووكر بأن يتم قياس سلوكيات نوم الناس من قبل "شركات التأمين الصحي" على أنها غير مقبولة . كما تلقى الكتاب انتقادات من قبل أليكسي جوزي، باحث مستقل لديه خلفية في الاقتصاد، في مقال بعنوان «لماذا ننام» لماثيو ووكر مليء بالأخطاء العلمية والعملية.